# Colby O'Donis
Pour l’article homonyme, voir Colby (homonymie).
Colby O'Donis (né Colby O'Donis Colón, le 14 mars 1989) est un auteur-compositeur-interprète et producteur américain d'origine porto-ricaine. Il est connu pour avoir chanté Just Dance avec Lady Gaga; What You Got & Beautiful avec Akon. Présenté par ce dernier comme étant "l'arme secrète" de son label Konvict Muzik, Colby O'Donis sort en 2008 son premier album "Colby O".
Le 7 février 2012, il sort un nouveau single intitulé "Like Me", faisant partie de son 2e album actuellement en préparation.

## Biographie
O'Donis est né à New York, États-Unis le 14 mars 1989, de parents porto-ricains. Sa mère, Olga, est une chanteuse et son père, Freddy Colón, platiniste. 
Ce n'est que plus tard qu'il fut nommé Colby O'Donis, en hommage à un pompier qui fut tué alors qu'il sauvait la vie de son père. Plus jeune, O'Donis a gagné la première place à un spectacle de talents en chantant une chanson de Michael Jackson quand il n'avait seulement que trois ans et demi.

## Discographie

### Albums
- 2008 : Colby O

### Singles
| Année | Titre                                           | US Hot 100 | US R&B | US Pop 100 | Canada Hot 100 | UK Singles Chart | Album                |
| ----- | ----------------------------------------------- | ---------- | ------ | ---------- | -------------- | ---------------- | -------------------- |
| 2008  | What You Got (featuring Akon)                   | 14         | 97     | 15         | 35             | 28               | Colby O              |
| 2008  | Just Dance (featuring Lady Gaga)                | 1          | —      | 65         | 1              | 40               | The Fame             |
| 2008  | Don't Turn Back                                 | —          | —      | —          | —              | —                | Colby O              |
| 2009  | Beautiful (featuring Akon & Kardinal Offishall) | 19         | —      | —          | 16             | 8                | Freedom              |
| 2009  | What You Waiting For (featuring Mizz Nina)      | 18         | —      | —          | 17             | 7                | What You Waiting For |